# Frigga (animal)
Frigga es un género de arañas araneomorfas de la familia Salticidae. Se encuentra en  América y Oceanía.

## Lista de especies
Según The World Spider Catalog 12.5::
- Frigga coronigera (C. L. Koch, 1846)
- Frigga crocuta (Taczanowski, 1878)
- Frigga finitima Galiano, 1979
- Frigga flava (F. O. Pickard-Cambridge, 1901)
- Frigga kessleri (Taczanowski, 1872)
- Frigga opulenta Galiano, 1979
- Frigga pratensis (Peckham & Peckham, 1885)
- Frigga quintensis (Tullgren, 1905)
- Frigga rufa (Caporiacco, 1947)
- Frigga simoni (Berland, 1913)